# Lucía Sánchez Saornil
Lucía Sánchez Saornil (Madrid, 13 de desembre de 1895 - València, 2 de juny de 1970) fou una poeta, militant anarquista i feminista espanyola. Membre d'una família humil, compaginà els estudis de belles arts amb la feina i la seva vocació literària, desenvolupada de manera autodidacta. No participà activament en tertúlies literàries, típiques de l'època. En la seva vida patí una múltiple exclusió: com a intel·lectual anarquista, com a lesbiana, com a feminista i com a poeta avantguardista. Optà per l'exili interior durant el franquisme.

## Biografia

### Activitat literària
Lucía va entrar a treballar a la companyia Telefònica (1916) i establí algun contacte amb els ambients literaris. Va escriure poemes dins dels ambients avantguardistes «ultraistes» i «modernistes». Publicà per primer cop a Los Quijotes, una revista que havia creat el tipògraf i impressor Emilio González Linera. Després a Grecia, Cervantes, Ultra, Tableros, Plural, Gran Guiñol i Manantial. Signava amb el pseudònim masculí Luciano de San-Saor i es mantingué en l'anonimat. La seva adscripció a l'avantguarda es fa més manifesta a partir de 1919 quan publica poesia més clarament vinculada a una estètica avantguardistaː sense  rima, amb vers lliure, alteracions tipogràfiques, frases inacabades i sense puntuació, les imatges inconexes i els motius i referents del paisatge contemporani.

### Compromís polític
Es va vincular als ambients anarquistes i va participar en la gran vaga de Telefónica, que posteriorment la va represaliar durament. Fou obligada a traslladar-se a València (1927-1931)i no la readmeteren fins al 1936. A Madrid (1933-1934) fou secretària de redacció de la CNT, de la FNI ferroviària. En aquests anys de militància intensa escrigué molts articles, que foren molt celebrats –Solidaridad Obrera, Tierra y Libertad, de Barcelona, Umbral, de València i Fragua Social– però deixà de banda la poesia, a la qual no retornaria fins a 1936.
La seva tasca més important, i a la qual dedicaria bona part de les seves energies, fou la de la militància anarcofeminista a partir de la seva organització Mujeres Libres, que ella contribuí a fundar juntament amb Amparo Poch i Mercè Comaposada.
El 19 de juliol de 1936, sortí al carrer i participà en l'assalt a la Caserna de la Montaña, on s'iniciava la revolta militar. Després, marxà al front de guerra, on va fer de periodista. Al novembre de 1936, des de Madrid, continuà escrivint les cròniques per a la CNT. Ella mateixa llegí per ràdio el seu poema «Madrid, Madrid, mi Madrid», en les nits de l'atac i resistència de la ciutat. Al 1937 anà a València de redactora en cap del periòdic Umbral, on coneixeria América Barroso, la seva companya des d'aleshores. De València passa a Barcelona, i d'aquí l'organització li demanà que passés a les col·lectivitats agràries de Castella. Al mes de maig de 1938, s'ocupà de la Secretaria General de SIA (Solidaritat Internacional Antifeixista), on abans havia desenvolupat la secretaria de Premsa i Propaganda.
Al gener de 1939 Lucia Sánchez passà a França pel Pertús i arribà als camps de refugiats d'Argelès. El 1940 es trobava residint a París i posteriorment a Montalban, amb Amèrica Barroso. A l'exili, es guanya la vida retocant fotografies i a Montalban treballaria de secretària en una associació de quàquers que ajudaven els refugiats espanyols.
Tornaren a Espanya gràcies a Electra (germana d'Amèrica), que vivia a la Jonquera i els facilità el pas; residiren a Madrid i després a València, on Lucia visqué clandestinament fins al 1954, en què legalitzà la seva situació i treballà com a representant d'uns laboratoris farmacèutics, i més tard de venedora de roba. Cap a la fi de la seva vida, va tornar a l'activitat artística pintant i escrivint poemes que van quedar inèdits.